# ماریسا نتلینگ
ماریسا نتلینگ (به انگلیسی: Marissa Neitling) (زاده ۸ مهٔ ۱۹۸۴) بازیگر آمریکایی است.
از فیلم‌های معروف او می‌توان به بازی در فیلم سن آندریاس اشاره کرد.